# Rivetina karadumi
Rivetina karadumi är en bönsyrseart som beskrevs av Aare Lindt 1961. Rivetina karadumi ingår i släktet Rivetina och familjen Mantidae. Inga underarter finns listade i Catalogue of Life.